# Dear Jane Live at The Londoner
Dear Jane Live at The Londoner是香港乐队Dear Jane于澳門舉辦一連兩場的演唱會，亦是Dear Jane首次舉辦澳門限定主題演唱會，所謂「Live at The Londoner」即為在倫敦人綜藝館舉辦演唱會，演唱會共兩場，分別是2024年9月28日至29日期間舉行。同時Dear Jane亦于演唱會尾場宣布將於2025年5月在紅磡體育館舉辦演唱會，5月的演唱會最終名為「Dearest Dear Jane Live 2025」，並於2025年5月11至14日期間舉行。

## 發售
演唱會於2024年8月16日BOOKYAY優先購票，8月20日於金光票務公開發售。票價分四種，分別為港幣/澳幣$1388、$1088、$788和$588。
| 門票區域 | 票價    | 備註 |
| -------- | ------- | ---- |
| A        | 1,388元 |      |
| B        | 1,088元 |      |
| C        | 788元   |      |
| D        | 588元   |      |

## 場次
| 日期          | 國家／地區 | 城市 | 場館         | 備註 |
| ------------- | ---------- | ---- | ------------ | ---- |
| 2024年9月28日 | 澳門       | 澳門 | 倫敦人綜藝館 |      |
| 2024年9月29日 | 澳門       | 澳門 | 倫敦人綜藝館 |      |

## 演唱歌曲
- 銀河修理員
- 懷舊金曲之夜
- 脫骹的華爾茲
- 經過一些秋與冬
- 不許你注定一人
- 碌架床
- 摇滚理发厅
- 約翰與洋子
- Dear Christmas
- 2084
- Yellow Fever
- 最後一間唱片舖
- 深化危機
- 永遠飛行模式
- 愛我別走（國）
- 人類不宜飛行
- 地球空心論
- 戰狼三國（首場）/ 羽毛鱗（第二場）
- 為何嚴重到這樣
- 終點的擁抱
- 到底發生過什麼事
- 浮床
- 聖馬力諾之心
- 多謝你自己
- 無憾的生存

Encore 
- 祝君好（清唱，首場）/ 二十年後的歌（第二場）